# Archiwum zakładowe
Archiwum zakładowe – komórka organizacyjna w urzędzie, instytucji, przedsiębiorstwie lub organizacji społecznej zajmująca się przejmowaniem materiałów archiwalnych (kat. A) oraz dokumentacji niearchiwalnej (kat. B, BE, Bc) niepotrzebnej do bieżącego urzędowania (działalności) i czasowym ich przechowywaniem, ewidencjonowaniem, udostępnianiem, brakowaniem oraz przekazywaniem materiałów zasługujących na trwałe przechowywanie do właściwego archiwum państwowego.

## Historia
Pojęcie archiwum zakładowego po raz pierwszy pojawiło się w latach sześćdziesiątych XX wieku dla zastąpienia innego terminu archiwalnego – składnicy akt (znajduje to swoje potwierdzenie w „Polskim Słowniku Archiwalnym”, gdzie przy haśle „archiwum zakładowe” widnieje dopisek „dawniej składnica akt”).
Dopiero ustawa z dnia 14 lipca 1983 r. o narodowym zasobie archiwalnym i archiwach wprowadziła rozróżnienie dwóch wyżej wspomnianych terminów. Odtąd archiwa zakładowe zostały włączone do państwowej sieci archiwalnej i prowadziły działalność archiwalną w zakresie państwowego zasobu archiwalnego.
Jednostki takie utworzono w państwowych jednostkach organizacyjnych oraz na podstawie późniejszych ustaleń, także w samorządowych jednostkach organizacyjnych. Lista instytucji, które zobowiązane są utworzyć archiwum zakładowe, jest ustalana przez Naczelnego Dyrektora Archiwum Państwowego, jak również dyrektorów poszczególnych archiwów państwowych, którzy na mocy przydzielonego im prawa mogą uznać pewne instytucje regionalne za szczególnie ważne dla losów państwa i tym samym uznać ich dokumentację za wartą trwałego przechowania.
Ustawa archiwalna określiła także obowiązki archiwum zakładowego, które są ujęte w definicji na początku niniejszego artykułu. Termin, po którym dokumentacja kat. A przekazywana jest do właściwego terytorialnie archiwum państwowego, wynosi 25 lat.
Zasadniczo archiwa zakładowe nie mogą posiadać na trwałe historycznego (wieczystego) zasobu archiwalnego, uczyniono jednak wyjątek w tym względzie dla archiwów szkół wyższych.
Charakterystyczną cechą archiwum zakładowego jest, że podlega kontroli ze strony właściwych terytorialnie archiwów państwowych – kontrola taka ma na celu głównie zapoznanie się ze stanem materiałów archiwalnych i powinna być przeprowadzana co najmniej raz na dwa lata.

## Cele i zasady organizacji archiwum zakładowego
Zgodnie z przepisami ustawy z dnia 14 lipca 1983 r. o narodowym zasobie archiwalnym i archiwach, archiwa zakładowe powoływane są jedynie w tych jednostkach organizacyjnych, które wytwarzają materiały archiwalne (akta kat. A). Z mocy tej ustawy jednostki takie są objęte nadzorem archiwalnym właściwych terenowo archiwów państwowych.
W jednostkach organizacyjnych, które nie wytwarzają materiałów archiwalnych dokumentację niearchiwalną przechowują składnice akt. Zasady prowadzenia składnic akt różnią się jednak od zasad stosowanych w przypadku archiwów zakładowych. Archiwa zakładowe w jednostkach i instytucjach centralnych powołuje Naczelny Dyrektor Archiwów Państwowych natomiast w innych jednostkach powoływane są przez dyrektorów właściwych archiwów państwowych.
Archiwum zakładowe ma na celu gromadzenie całości dokumentacji w instytucji (po upływie określonego w instrukcji kancelaryjnej czasu jej przechowywania we właściwej komórce organizacyjnej), bez względu na to, do jakiej kategorii archiwalnej została zakwalifikowana.
Archiwum zakładowe spełnia dwie funkcje: odciąża poszczególne komórki organizacyjne od dokumentacji, która jest już zbędna do bieżącego urzędowania, ale której okres obligatoryjnego przechowywania jeszcze nie upłynął oraz zabezpiecza i przechowuje, a w razie potrzeby porządkuje, materiały archiwalne, które po 25 lub więcej latach mają trafić do archiwum państwowego.
W podmiotach, które przechowują dokumenty elektroniczne ewidencjonowane, system teleinformatyczny o którym mowa w § 6 Rozporządzenia Ministra Spraw Wewnętrznych i Administracji z 30 października 2006 r. w sprawie szczegółowego sposobu postępowania z dokumentami elektronicznymi spełnia dla tych dokumentów funkcję archiwum zakładowego lub składnicy akt.
Do sprawnego funkcjonowania każdego archiwum zakładowego niezbędne są określone działania kierownictwa zakładu pracy, do których należy:
1. wprowadzenie i stosowanie w praktyce uzgodnionej z państwową służbą archiwalną instrukcji kancelaryjnej, wykazu akt oraz instrukcji w sprawie organizacji i zakresu działania archiwum zakładowego,
2. zorganizowanie właściwego lokalu dla archiwum zakładowego oraz jego odpowiedniego wyposażenia,
3. zatrudnienie stałego i posiadającego stosowne wykształcenie bądź przeszkolenie pracownika,
4. systematyczne szkolenie personelu biurowego w zakresie właściwego tworzenia akt oraz ich odpowiedniego przygotowania do przekazania archiwum zakładowemu.

Do zadań personelu archiwum należy:
1. współpraca z komórkami organizacyjnymi w zakresie prawidłowego tworzenia teczek spraw i ich przygotowania do przekazania archiwum zakładowemu,
2. przejmowanie akt z poszczególnych komórek organizacyjnych,
3. przechowywanie, zabezpieczenie oraz ewidencjonowanie posiadanych i przejmowanych akt,
4. porządkowanie akt niewłaściwie opracowanych,
5. udostępnienie akt co celów służbowych i innych,
6. prowadzenie brakowania dokumentacji niearchiwalnej (kat. B), której okres przechowywania już upłynął,
7. dbałość o zachowanie dokumentacji w odpowiednim stanie fizycznym oraz prowadzenie, w razie konieczności, niezbędnych prac konserwatorskich,
8. przekazywanie materiałów archiwalnych do archiwum państwowego,
9. utrzymanie stałych kontaktów z archiwum państwowym nadzorującym archiwum zakładowego.

## Sprawozdawczość archiwum zakładowego
Co roku pracownik archiwum zakładowego składa sprawozdanie z wykonania rocznego planu pracy. Powinno ono zawierać część statystyczną oraz opisową. Pierwsza powinna zawierać takie informacje jak ilość i stan jednostek archiwalnych z podziałem na materiały archiwalne i dokumentację niearchiwalną, ilość przejętych jednostek archiwalnych w rozbiciu na komórki organizacyjne, ilość wybrakowanej dokumentacji niearchiwalnej, ilość udostępnionych oraz wypożyczonych akt, a także wykaz komórek organizacyjnych, które w danym roku nie przekazały akt. Część opisowa natomiast powinna określać współpracę z poszczególnymi komórkami organizacyjnymi oraz przedstawiać ewentualne problemy w relacjach zachodzących pomiędzy nimi a archiwum zakładowym.

## Układ akt w archiwum
Odpowiednie ułożenie akt w archiwum ma duży wpływ na sprawność i szybkość pracy archiwisty. Do najczęściej stosowanych należy:
1. ułożenie akt według komórek organizacyjnych
2. rozmieszczenie akt na półkach i regałach w miarę napływu do archiwum

Akta można także układać według różnych systemów:
1. pionowy – tak jak ustawia się książki na półkach
2. pionowo-płaski – ułożenie teczek jedna obok drugiej na przemian grzbietami
3. poziomy – ułożenie stosów akt

Przy układaniu akt należy zachować porządek teczek oraz o zabezpieczyć materiały archiwalne. Akt kat.A dodatkowo wkłada się w pudła archiwalne lub zamykane regały lub szafy.

## Środki ewidencyjne archiwum zakładowego
Pozwalają one na określenie ilości, stanu oraz kategorii przechowywanych akt oraz umożliwiają odszukanie materiałów w razie potrzeby, udostępnienia, wypożyczenia lub wybrakowania. Na ewidencję akt przechowywanych w archiwum zakładowym składają się: spisy zdawczo-odbiorcze akt, oddzielnie dla materiałów archiwalnych (kat. A) oraz dokumentacji niearchiwalnej (kat. B), wykaz spisów zdawczo-odbiorczych służący do rejestracji napływających do archiwum spisów zdawczo-odbiorczych, spisy materiałów archiwalnych przekazanych do archiwum państwowego, spisy zdawczo-odbiorcze materiałów archiwalnych przekazanych do archiwum państwowego, kartoteka udostępniania akt, protokoły o braku lub zniszczeniu akt, spisy dokumentacji niearchiwalnej (aktowej) przeznaczonej na makulaturę lub zniszczenie, inwentarz kartkowy dla materiałów archiwalnych.
Wszystkie powyższe ewidencje należy przechowywać w archiwum.

## Przekazanie akt do archiwum państwowego
Zasady przekazania akt do archiwum określa Zarządzenie Naczelnego Dyrektora Archiwów Państwowych z dnia 25 lutego 1986 r. w sprawie szczegółowych zasad porządkowania oraz trybu przekazywania materiałów archiwalnych do archiwów państwowych. Archiwa zakładowe są zobowiązane do przekazania po 25 latach materiałów archiwalnych do właściwego terytorialnie archiwum państwowego. Zebrane akta muszą być zewidencjonowane w spisach zdawczo-odbiorczych w podziale na komórki organizacyjne. Według § 3.1. przekazanie materiałów archiwalnych odbywa się na podstawie protokołu zdawczo-odbiorczego.